# Aurèle Nicolet
Aurèle Nicolet (Neuchâtel, 22 januari 1926 – Freiburg im Breisgau, 29 januari 2016) was een Zwitsers fluitist en muziekpedagoog.

## Levensloop
Aurèle Nicolet studeerde bij André Jaunet, Willy Burkhard en Marcel Moyse. In 1947 ontving hij de eerste prijs op het Conservatoire national de musique in Parijs en in 1948 op het concours in Genève. Van 1950 tot 1959 was hij solofluitist van de Berliner Philharmoniker en van 1952 tot 1965 docent aan de Hochschule für Musik in Berlijn en van 1965 tot 1981 leider van de masterclass aan de Hochschule für Musik Freiburg in Freiburg im Breisgau. Toru Takemitsu, György Ligeti en Edison Denisov schreven stukken voor hem.

## Sources
1. ↑  Johannes Adam: Aurèle Nicolet: Grandseigneur der Flöte. Nachruf in: Badische Zeitung vom 2. Februar 2016. Gearchiveerd op 22 oktober 2020.
2. ↑  Hommage ä Aurèle Nicolet. In: Flöte aktuell 1/2016, Deutsche Gesellschaft für Flöte (pdf).

- Bibsys: 1071464
- Biblioteca Nacional de España: XX872780
- Bibliothèque nationale de France: cb138979589 (data)
- Catàleg d'autoritats de noms i títols de Catalunya: 981058521190506706
- CiNii: DA07962390
- Gemeinsame Normdatei: 134473205
- Historisch woordenboek van Zwitserland: 020719
- International Standard Name Identifier: 0000 0001 0909 4865
- Library of Congress Control Number: n81132042
- Nationale Bibliotheek van Letland: 000102064
- MusicBrainz: 98b40321-a346-4a73-ba89-7ce868743371
- Bibliotheek van het Japanse parlement: 01155301
- Nationale Bibliotheek van Tsjechië: jx20060403065
- Nationale Bibliotheek van Israël: 987007266076405171
- Nationale Bibliotheek van Polen: a0000001902720
- Nederlandse Thesaurus van Auteursnamen: 069982112
- Système universitaire de documentation: 162427646
- Virtual International Authority File: 64192733
- WorldCat: E39PBJfCwWf3rDqKKtGHvWKDbd